# Inácio João Dal Monte
Dom Inácio João Dal Monte OFMCap (Ribeirão Preto, 28 de agosto de 1897 — Guaxupé, 29 de maio de 1963), foi um frade capuchinho brasileiro e bispo da diocese de Guaxupé. Faleceu em 1963, aos 65 anos, com fama de santidade. Atualmente, está em processo de beatificação pela Igreja Católica.

## Biografia

### Primeiros anos e vocação
Seu nome de nascimento é João Dal Monte, tendo nascido em Ribeirão Preto, no estado de São Paulo, no dia 28 de agosto de 1897, em um local chamado Fazenda Monte Alegre. É filho dos imigrantes italianos Luiz Dal Monte e Ângela Guglielmini Dal Monte. Foi batizado no dia 31 de outubro do mesmo ano, na Paróquia de São Sebastião, em Ribeirão Preto.
Seu pai faleceu quando tinha 4 anos e, então, em outubro de 1902, mudou-se com sua mãe e seu irmão, Antônio, para Mussolente, Província de Vicenza, na Itália, terra de seus familiares. Ângela faleceu quando João tinha 5 anos e ele e seu irmão passaram a ser criados pelos tios maternos, Angelo e Celeste. Foi crismado na Paróquia São Pedro e São Paulo, em Mussolente, em 30 de abril de 1904.
Em 1908, quando tinha 11 anos, ingressou no seminário de Rovigo da Ordem dos Frades Menores Capuchinhos, uma ordem religiosa da família franciscana. No dia 15 de setembro de 1912, no Noviciado de Bassano da Província Monástica dos Padres Capuchinhos de Veneza, quando tinha 15 anos, recebeu o hábito capuchinho, adotando o nome religioso de Inácio, sendo chamado de Frei Inácio de Ribeirão Preto. Em 21 de setembro de 1913 emitiu os votos temporários.
 

Frei Inácio estava na Itália quando iniciou a Primeira Guerra Mundial e foi obrigado a servir ao exército italiano, embora fosse brasileiro. Em outubro de 1916 foi chamado para servir o Exército e em setembro de 1917 partiu para o campo de batalha. Em junho de 1918 caiu prisioneiro dos austríacos, mas conseguiu fugir. Obteve dispensa do Serviço Militar em maio de 1920. Esse fato marcou profundamente sua vida, o que ele expressa em uma de suas cartas pastorais como Bispo de Guaxupé:
Por quatro anos a fio, ficamos na antecâmara do inferno e por dois anos contínuos, no meio dos sofrimentos das trincheiras, na luta entre a contínua morte, que a todo passo nos espreitava, ou nos campos de concentração. 
Emitiu sua profissão perpétua no dia 8 de dezembro de 1921, em Veneza. Em 1922, inscreveu-se na faculdade jurídica do Seminário Patriarcal de Veneza, obtendo o diploma de Doutor em Direito Canônico, em 1925. Apesar de ter sido criado na Itália, não falava bem o italiano, mas apenas o dialeto fortemente presente na região de Vicenza, o vêneto. 

### Sacerdócio e Episcopado
No dia 5 de abril de 1924, foi ordenado sacerdote pelo Cardeal Patriarca Pietro La Fontaine, em Veneza.
Estava sendo preparado um grupo de missionários a serem enviados ao Brasil. Frei Inácio pediu aos superiores para ser enviado, mas não foi aceito. Porém, após o adoecimento de um dos missionários, Frei Inácio o substituiu. Foi enviado de volta ao Brasil, para o estado do Paraná, juntamente com outros franciscanos capuchinhos, em setembro de 1925. Antes de partir, na Basílica de Santo Antônio, em Pádua, receberam o Crucifixo Missionário das mãos de Dom Elias Dalla Costa, Bispo de Pádua. Partiram de Gênova, de navio, em 17 de setembro de 1925. Desembarcaram em Santos no dia 3 de outubro, partindo depois para São Paulo, e em seguida tomaram um trem de Sorocaba para Jaguariaíva (PR), onde chegaram no dia 6 de outubro.
Frei Inácio exerceu o ministério presbiteral nas cidades paranaenses de Curitiba, Cerro Azul, Jaguariaíva, Campo Magro e  Santo Antônio da Platina. Em 1928 foi eleito Conselheiro da Missão e, em 1931, Superior Regular da Missão. De 1932 a 1937, foi superior do Convento de Botiatuba, localizado em Almirante Tamandaré. De 1937 a 1938, vigário de Jaguariaíva, e de 1939 a 1949, de Santo Antônio da Platina. Em 04 de outubro de 1940 Celebrou a Missa de inauguração da Capela São Francisco de Assis que pertencia a Santo Antônio da Platina, hoje é Paróquia São Francisco de Assis, em Jundiaí do Sul, Paraná. Tornou-se custódio provincial dos capuchinhos do Paraná e de Santa Catarina, durante doze anos, até 1949. Nesse período, escreveu um livro sobre a história da presença dos Capuchinhos na região sul. 
Por grande período de tempo foi Conselheiro da Missão, Superior Regular da Missão, Custódio Provincial e Superior das casas onde residiu. Tendo exercido vários cargos de liderança na sua Ordem religiosa, preocupou-se com as gerações futuras de capuchinhos, construindo seminários e enviando os primeiros estudantes para cursarem Filosofia com os Capuchinhos do Rio Grande do Sul, em Marau. Depois, também implantou o estudo de Filosofia e Teologia na capital paranaense. Com estes estabelecimentos de formação ficou consolidada e garantida a estrutura da futura Província Capuchinha do Paraná e Santa Catarina.
Frei Inácio foi nomeado bispo pelo Papa Pio XII, em 15 de março de 1949, como bispo titular de Agbia e bispo coadjutor da Diocese de Joinville, em Santa Catarina, para auxiliar Dom Pio de Freitas Silveira, que estava enfermo. Recebeu a Ordenação episcopal no dia 26 de maio de 1949, em Santo Antônio da Platina, das mãos de Dom Carlo Chiarlo, então Núncio Apostólico do Brasil, sendo concelebrante Dom Pio de Freitas e Dom Geraldo de Proença Sigaud, bispo de Jacarezinho. Dom Inácio escolheu como lema episcopal "Exiit qui seminat", que significa "Saiu o semeador", inspirado pela parábola do semeador presente nos evangelhos sinóticos (Mt 13,3; Mc 4,3; Lc 8,5).

### Bispo de Guaxupé

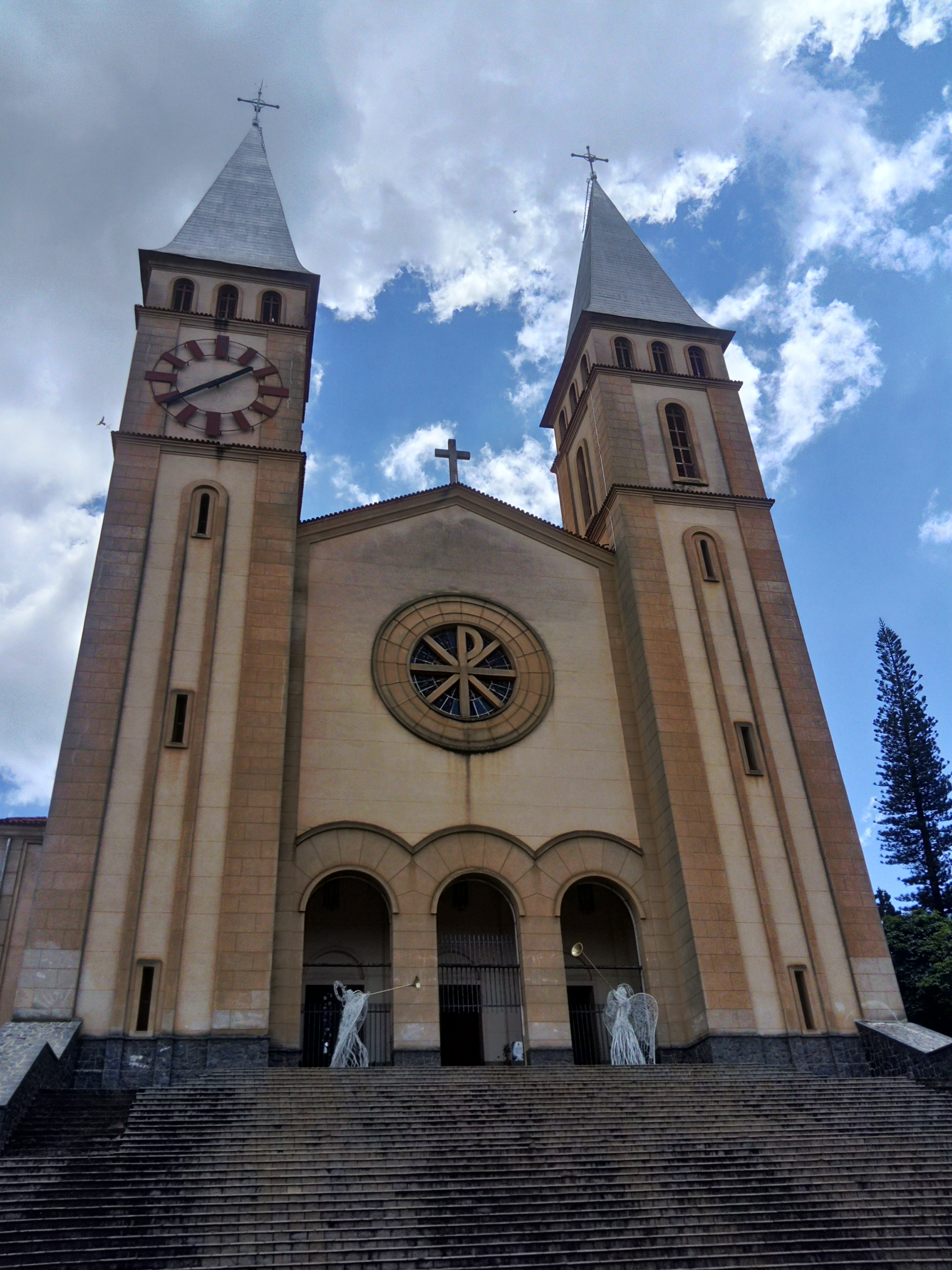
A Catedral de Nossa Senhora das Dores foi inaugurada por Dom Inácio em 1960 e é onde ele está sepultado.

Depois de três anos como bispo em Joinville, foi nomeado bispo residencial da Diocese de Guaxupé, no dia 21 de maio de 1952, tomando posse no dia 8 de setembro. A diocese é localizada no Sul do estado de Minas Gerais, sendo sufragânea da Arquidiocese de Pouso Alegre. Foi o 4º bispo da diocese, sucedendo Dom Hugo Bressane de Araújo, que fora nomeado Arcebispo Coadjutor de Belo Horizonte. Seu trabalho como bispo diocesano foi marcado espiritualmente pelo ardor missionário, sendo considerado exímio pregador e atuando frequentemente no atendimento de confissões.  
Na década de 1960, concluiu as obras da Catedral de Nossa Senhora das Dores, iniciadas por seu predecessor em 1943. A Catedral foi dedicada pelo Núncio Apostólico da época, Dom Armando Lombardi, no dia 19 de março. Também foi responsável pela construção da Casa da Criança, em Guaxupé, que era um orfanato para meninas , obtendo a doação da Prefeitura de Guaxupé o terreno para construção do orfanato.
Entre as décadas de 1950 e 1960 foi responsável pela construção do prédio do Seminário Diocesano de São José, que atualmente é parte do Colégio Dom Inácio (nomeado em sua homenagem) e do Centro Universitário da Fundação Educacional Guaxupé (Unifeg).
Durante seu episcopado, teve especial preocupação pelos mais pobre e pessoas marginalizadas. Segundo os que o conheceram, sua vida e espiritualidade foram marcadas pela simplicidade, devoção à Jesus Eucarístico e à Virgem Maria, e prática da pobreza evangélica, o que se percebe pelos escritos que deixou:
"Não me queixarei dos alimentos, da bebida, do dormitório, do frio, do calor. De tudo farei um buquê de flores par oferece-lo a Jesus Menino, que sofre. Não me apegarei a nenhuma coisa. Quando sentir algum apego, pedirei a superior de tirar-me essa coisa. Não conservarei coisas supérfluas. Não me envergonharei de esmolar e nem de mostrar-me vestido tão pobremente. Serei indiferente tanto para uma como para outra coisa, de um lugar como de outros."
Como Bispo de Guaxupé, fazia frequentes visitas pastorais nas paróquias e redigiu diversas cartas pastorais direcionadas aos seus diocesanos.
No dia 23 de setembro de 1962, Dom Frei Inácio esteve presente à instalação canônica da Província Eclesiástica de Pouso Alegre, à qual Guaxupé passaria a pertencer. De 11 de outubro a 8 de dezembro de 1962, Dom Inácio participou da Primeira Sessão do Concílio Vaticano II, em Roma.

### Enfermidade e morte
Voltou de Roma com desejo de fundar uma congregação de religiosas dedicada à educação e de construir um novo prédio para o Seminário Maior da Diocese, mas seu estado de saúde se deteriorou rapidamente. 
Em janeiro de 1963, foi acometido por trombose arterial, sendo necessário amputar a sua perna direita, em Poços de Caldas. Cercado de padres, Dom frei Inácio faleceu numa quarta-feira, 29 de maio de 1963, às 13h05, vítima de trombose cerebral, na Santa Casa de Guaxupé. 
O sepultamento, oficiado pelo metropolita da Arquidiocese de Pouso Alegre, Dom José D’Angelo Neto, assistido por outros cinco bispos, ocorreu na Catedral, tendo sido sendo sepultado na cripta no dia 31 de maio. No discurso fúnebre, o bispo de Leopoldina, Dom Geraldo Ferreira Reis, a quem Dom Inácio ordenara bispo, declarou que ele "deixara em todos aquela inconfundível marca de santidade que o fazia querido e estimado de todos". Em 2022 teve seu corpo transladado da cripta da Catedral para o piso superior.

## Ordenações
Foi Dom Frei Inácio que ordenou sacerdote o futuro Cardeal Dom Eusébio Oscar Scheid, em 1960. Dom Inácio foi celebrante principal da Consagração episcopal de Dom Geraldo Ferreira Reis, em 1961, e concelebrante da de Dom Hermínio Malzone Hugo, em 1957.

## Processo de beatificação
Dom Inácio morreu em fama de santidade. A abertura do seu processo de beatificação foi aceita pelo Dicastério para a Causa dos Santos em 2017 e foi iniciado oficialmente em 2018, recebendo Dom Inácio o título de Servo de Deus. O inquérito da fase diocesana do processo foi finalizado em junho de 2022 e a documentação foi remetida à Santa Sé. O postulador da causa é o italiano Paolo Vilotta, o mesmo que atuou nas causas de Santa Dulce dos Pobres, da Beata Nhá Chica e do Beato Francisco de Paula Victor. Muitas pessoas são devotas de Dom Inácio e alegam terem alcançado graças devido à sua intercessão. Ocorrem muitas visitas ao seu túmulo e uma missa em sua memória é celebrada na Catedral de Guaxupé todo dia 29. 

## Homenagens
Várias vias públicas do Brasil foram nomeadas em sua homenagem, como a Rua Dom Inácio João Dal Monte (em Ribeirão Preto - SP e em Itaú de Minas - MG), Rua Dom Inácio Dalmont (em Passos - MG), Praça Dom Inácio Dal Mont (em Poços de Caldas - MG) e Alameda Dom Frei Inácio Dal Monte (em Santo Antônio da Platina - PR). Também foram nomeados em sua homenagem a Escola Municipal Dom Inácio João Dal Monte (em Guaranésia - MG) e o Colégio Dom Inácio (em Guaxupé - MG). Em 2016, foi inaugurado na Unifeg um memorial em sua homenagem. Na cidade italiana de Mussolente, onde Dom Inácio viveu, há duas vias nomeadas em sua honra, a Via Vescovo Ignazio Dal Monte e a Piazza Vescovo Ignazio Dal Monte.
No ano de 2018, Dom Inácio foi homenageado no Caminho da Fé, um caminho de peregrinação brasileiro que liga várias cidades até Aparecida e é usado por romeiros. Foi inaugurado um novo ramal, saindo da cidade de Guaxupé, que foi nomeado "Ramal Dom Inácio João dal Monte".

## Ver mais
- Lista de santos, beatos, veneráveis, servos de Deus brasileiros